# Lakeith Stanfield
Lakeith Lee Stanfield (Sant Bernardino, 12 d'agost de 1991) és un actor, i raper estatunidenc. És més reconegut pels seus rols en pel·lícules com Selma, Snowden, Get Out, The Girl in the Spider's Web i per la seva actiació a sèrie de televisió Atlanta.

## Carrera
Stanfield va fer el seu debut al cinema amb la pel·lícula Short Term 12 (2013), per la qual va obtenir una nominació al premi Independent Spirit Award. En 2014 va aparèixer a la cinta de terror The Purge: Anarchy i a la pel·lícula basada en la vida de Martin Luther King Selma, encarnant a l'activista Jimmie Lee Jackson. En 2015, Stanfield va formar part de la pel·lícula Dopi i la cinta basada en la carrera de l'agrupació de hip-hop N.W.A Straight Outta Compton, on va interpretar el paper del raper Snoop Dogg.
En 2016 va aparèixer a la pel·lícula d'Oliver Stone Snowden i va començar a protagonitzar la sèrie de televisió Atlanta. En 2017 va formar part de l'elenc de l'aclamada cinta de terror Get Out i de la pel·lícula Death Note una adaptació del manga del mateix nom.
En 2018 va aparèixer a la pel·lícula de suspens The Girl in the Spider's Web, dirigida per Fede Álvarez i basada en la saga de novel·les policíacas "Millennium", de l'autor suec Stieg Larsson que interpreta a l'agent de la NSA Ed Needham.

## Vida personal
Stanfield està en una relació amb l'actriu Xosha Roquemore des d'agost del 2015. Al març del 2017 la parella va anunciar que estaven esperant a la seva primera filla, nascuda al juny d'aquest any.

## Filmografia

### Actor
| Any          | Títol                          | Paper                       | Notes         |
| ------------ | ------------------------------ | --------------------------- | ------------- |
| 2008         | Short Term 12                  | Mark                        | Curtmetratge  |
| 2013         | Short Term 12                  | Marcus                      |               |
| 2014         | The Purge: Anarchy             | Ghoul Face                  |               |
| 2014         | The Fires, Howling             | The Staying One             | Curtmetratge  |
| 2014         | Selma                          | Jimmie Lee Jackson          |               |
| 2015         | Dopi                           | Marquis                     |               |
| 2015         | Straight Outta Compton         | Snoop Dogg                  |               |
| 2015         | King Ripple                    | King Ripple                 | Curtmetratge  |
| 2015         | Tracks                         | Lawrence                    | Curtmetratge  |
| 2015         | Miles Ahead                    | Junior                      |               |
| 2015         | Memòria                        | Max                         |               |
| 2016         | Hard World for Small Things    | Sev                         | Curtmetratge  |
| 2016         | Live Càrrec                    | Lewis                       |               |
| 2016         | Snowden                        | Patrick Haynes              |               |
| 2017         | Crown Heights                  | Colin Warner                |               |
| 2017         | Get Out                        | Andre Hayworth / Logan King |               |
| 2017         | The Incredible Jessica James   | Damon                       |               |
| 2017         | War Machine                    | Billy Col·le                |               |
| 2017         | Izzy Gets the F*ck Across Town | George                      |               |
| 2017         | Death Note                     | L                           |               |
| 2017         | Quest                          | Diego                       |               |
| 2018         | Sorry to Bother You            | Cassius "Cash" Green        |               |
| 2018         | Come Sunday                    | Reggie                      |               |
| 2018         | The Girl in the Spider's Web   | Ed Needham                  |               |
| 2019         | Someone Great                  | Nate Davis                  |               |
| 2019         | Uncut Gems                     | Demanny                     |               |
| 2019         | Knives Out                     | Det. Elliot                 |               |
| 2020         | The Photograph                 |                             | Postproducció |
| Per estrenar | Jesus Was My Homeboy           | William O'Neal              | Filmant       |

| Any       | Títol   | Paper  | Notes       |
| --------- | ------- | ------ | ----------- |
| 2016–2022 | Atlanta | Darius | 25 episodis |